# Gouvernement Gavrilița
République de Moldavie
Chicu Recean
Le gouvernement Gavrilița (en roumain : Guvernul Natalia Gavrilița) est le gouvernement de la république de Moldavie entre le 6 août 2021 et le 16 février 2023, durant la XIe législature du Parlement.

## Historique
Dirigé par la nouvelle Première ministre libérale Natalia Gavrilița, ancienne ministre des Finances, ce gouvernement est soutenu par le seul Parti action et solidarité. A lui seul, il dispose de 63 députés sur 101, soit 62,4 % des sièges du Parlement.
Il est formé à la suite des élections anticipées du 11 juillet 2021.
Il succède donc au gouvernement de l'indépendant Aureliu Ciocoi, gouvernement minoritaire soutenu par le seul Parti des socialistes de la république de Moldavie (PSRM).

### Formation
Le Parti action et solidarité arrive largement en tête avec plus de la moitié des suffrages exprimés, contre moins d'un tiers pour le bloc prorusse des socialistes et communistes, arrivé deuxième. Outre ces deux formations, seul le Parti Sor parvient à franchir le seuil électoral nécessaire pour obtenir des sièges. Les résultats sont confirmés par la Cour constitutionnelle le 23 juillet.
Le 27 juillet, la présidente Maia Sandu charge Natalia Gavrilița de former un gouvernement. Cette dernière annonce son gouvernement le 4 août et reçoit la confiance du parlement par 61 voix sur 101 deux jours plus tard,.

## Composition
- La composition du gouvernement est la suivante[4] :

| Portefeuille                                                                          | Nom | Nom                                                                        | Parti |
| ------------------------------------------------------------------------------------- | --- | -------------------------------------------------------------------------- | ----- |
| Première ministre                                                                     |     | Natalia Gavrilița                                                          | PAS   |
| Vice-Premier ministre Ministre des Affaires étrangères et de l'Intégration européenne |     | Nicu Popescu                                                               | Sans  |
| Vice-Premier ministre Ministre des Infrastructures et du Développement régional       |     | Andrei Spînu                                                               | PAS   |
| Vice-Premier ministre Chargé de la Réintégration                                      |     | Vlad Kulminski (jusqu'au 05/11/2021) Oleg Serebrian (depuis le 19/01/2022) | Sans  |
| Vice-Premier ministre Chargé de la Digitalisation                                     |     | Iurie Țurcanu                                                              | Sans  |
| Ministre de la Justice                                                                |     | Sergiu Litvinenco                                                          | PAS   |
| Ministre de la Santé                                                                  |     | Ala Nemerenco                                                              | Sans  |
| Ministre de la Défense                                                                |     | Anatolie Nosatîi                                                           | Sans  |
| Ministre des Affaires intérieures                                                     |     | Ana Revenco                                                                | Sans  |
| Ministre de l'Éducation et de la Recherche                                            |     | Anatolie Topală                                                            | Sans  |
| Ministre de l'Économie                                                                |     | Sergiu Gaibu                                                               | Sans  |
| Ministre des Finances                                                                 |     | Dumitru Budianschi                                                         | PAS   |
| Ministre de l'Environnement                                                           |     | Iuliana Cantaragiu                                                         | PAS   |
| Ministre de la Culture                                                                |     | Sergiu Prodan                                                              | Sans  |
| Ministre du Travail et de la Protection sociale                                       |     | Marcel Spatari                                                             | Sans  |
| Ministre de l'Agriculture et de l'Alimentation                                        |     | Viorel Gherciu                                                             | Sans  |